# Songwriters Hall of Fame
Songwriters Hall of Fame (SHOF; „Síň slávy skladatelů písní“) je systém amerických hudebních ocenění, které uděluje Národní akademie populární hudby za mimořádný úspěch a přínos v oboru skládání anglofonních písní. Založili jej v roce 1969 autor písní Johnny Mercer a publicisté Abe Olman a Howie Richmond. Vedle hlavní kategorie existuje ještě několik speciálních ocenění, jako například cena Johnnyho Mercera nebo cena za celoživotní úspěch Sammyho Cahna.

## Kategorie

### Johnny Mercer Award
Nejčestnější ocenění, udělované osobnostem již dříve uvedeným do Síně slávy.
- 1980 – Frank Sinatra
- 1981 – Yip Harburg
- 1982 – Harold Arlen
- 1983 – Sammy Cahn
- 1985 – Alan Jay Lerner
- 1986 – Mitchell Parish
- 1987 – Jerry Herman
- 1990 – Jerry Bock a Sheldon Harnick
- 1991 – Betty Comden a Adolph Green
- 1992 – Burton Lane
- 1993 – Jule Styne
- 1994 – Irving Caesar
- 1995 – Cy Coleman
- 1996 – Burt Bacharach a Hal David
- 1997 – Alan Bergman a Marilyn Bergman
- 1998 – Paul Simon
- 1999 – Stephen Sondheim
- 2000 – Jerry Leiber a Mike Stoller
- 2001 – Billy Joel
- 2002 – Michael Jackson
- 2003 – Jimmy Webb
- 2004 – Stevie Wonder
- 2005 – Smokey Robinson
- 2006 – Kris Kristofferson
- 2007 – Dolly Parton
- 2008 – Paul Anka
- 2009 – Lamont Dozier, Brian Holland a Eddie Holland
- 2010 – Phil Collins
- 2011 – Barry Mann a Cynthia Weil
- 2013 – Elton John a Bernie Taupin
- 2014 – Kenneth Gamble a Leon Huff
- 2015 – Van Morrison
- 2016 – Lionel Richie
- 2017 – Alan Menken
- 2018 – Neil Diamond
- 2019 – Carole Bayer Sager
- 2022 – Paul Williams

### Sammy Cahn Lifetime Achievement Award
- 1980 – Ethel Merman
- 1981 – Tony Bennett
- 1982 – Dinah Shore
- 1983 – Willie Nelson
- 1984 – Benny Goodman
- 1985 – John Hammond
- 1987 – Jerry Wexler
- 1988 – Dick Clark
- 1989 – Quincy Jones
- 1990 – B. B. King
- 1991 – Gene Autry
- 1992 – Nat King Cole
- 1993 – Ray Charles
- 1994 – Lena Horne
- 1995 – Steve Lawrence a Eydie Gormé
- 1996 – Frankie Laine
- 1997 – Vic Damone
- 1998 – Berry Gordy
- 1999 – Kenny Rogers
- 2000 – Neil Diamond
- 2001 – Gloria a Emilio Estefan
- 2002 – Stevie Wonder
- 2003 – Patti LaBelle
- 2004 – Neil Sedaka
- 2005 – Les Paul
- 2006 – Peter, Paul and Mary
- 2012 – Bette Midler

### Hal David Starlight Award
- 2004 – Rob Thomas
- 2005 – Alicia Keys
- 2006 – John Mayer
- 2007 – John Legend
- 2008 – John Rzeznik
- 2009 – Jason Mraz
- 2010 – Taylor Swift
- 2011 – Drake
- 2012 – Ne-Yo
- 2013 – Benny Blanco
- 2014 – Dan Reynolds
- 2015 – Nate Ruess
- 2016 – Nick Jonas
- 2017 – Ed Sheeran
- 2018 – Sara Bareilles
- 2019 – Halsey
- 2022 – Lil Nas X

### Pioneer Award
- 2012 – Woody Guthrie
- 2013 – Berry Gordy
- 2014 – Milliea Taylor McKinney

### Další kategorie
Dále se udělují nebo udělovaly ceny v kategoriích Abe Olman Publishing Award (pro vydavatele), Board of Directors Award, Contemporary Icon Award, Global Ambassador Award, Howie Richmond Hitmaker Award, Patron of the Arts Award (pro sponzorské osobnosti), Towering Song Award, Towering Performance Award, Visionary Leadership Award a několik druhů stipendijních ocenění.
Kromě těchto ocenění udělovaných v Los Angeles existuje ještě paralelní Síň slávy Nashville Songwriters Hall of Fame, založená roku 1970 za účelem oceňování autorů spjatých s hudebním průmyslem v Nashvillu (tj. zejména country a příbuzné žánry). 